# パトマニアのビデオ
パトマニアのビデオとは、パトカーや白バイを独自取材したビデオ。

## 概説
フリーカメラマンの岩片健司が手がけている。他に、パトマニアのビデオの続編であるドキュメント交通警察、消防車、救急車を取材したDOCUMENT消防救急と、計3シリーズが販売されていた。また、パトカー交通警察DVDという冊子付きの商品も書店で販売されていた。2008年2月に、理由は不明であるが突如として販売を終了した。2008年7月、作品販売終了の旨が書かれていたHPも完全閉鎖した。詳細は不明であるが、作者の岩片健司は平成20年2月12日に死去したとされている。

### 作品の特徴
- 「警察24時」などと違い岩片が全国都道府県警を独自取材し独自編集して販売している。そのため警察車両のナンバープレートは一切ボカシ処理はかけていない[5]。ただし捜査車両にはボカシ処理している。大井松田吾郎が販売した本「パトカーマニアックス」に当DVDの一部を抜粋したDVDが付属していた。[1]
- 「警察24時」などと違い、ナレーションが一切なく字幕とBGMのみである。[6]

### 登場した警察本部
- 神奈川県警
- 警視庁
- 千葉県警
- 埼玉県警
- 栃木県警
- 茨城県警
- 新潟県警
- 静岡県警
- 長野県警
- 三重県警
- 大阪府警

など。